# Dong Jie
Dong Jie (in cinese: 董洁; Dalian, 19 aprile 1980) è un'attrice e ballerina cinese.

## Biografia
Dong Jie debuttò nel film La locanda della felicità di Zhang Yimou, interpretando una ragazza cieca e maltrattata dalla sua matrigna. Zhang la selezionò dopo un casting telefonico. Da allora, ha recitato in film e serie televisive come Sky Lovers (2002), Endless Love (2004), 2046 (2004) e Dragon Tiger Gate (2006). Il suo ruolo più noto ad oggi è quello di Leng Qingqiu in The Story of a Noble Family di Li Dawei (2003), adattato da un romanzo di Zhang Henshui.

## Vita privata
Nel 2008, Dong sposò l'attore Pan Yueming e diede alla luce un figlio un anno dopo, ma divorziò nel 2012 accusando Pan di gioco d'azzardo.

## Filmografia

### Cinema
- La locanda della felicità, regia di Zhang Yimou (2000)
- Sky Lovers, regia di Jiang Qinmin (2002)
- Sound of Colors regia di Joe Ma (2003)
- Last Love, First Love regia di Hisashi Toma (2004)
- 2046 regia di Wong Kar-wai (2004)
- Youthful Interpretation (2005)
- Dragon Tiger Gate regia di Wilson Yip (2006)
- Love of Tangbula Grasslands regia di Sha Liqiong (2006)
- How Yukong Moved the Mountains (2008)
- The Founding of a Party regia di Sanping Han, Huang Jianxin (2011)
- The Seal of Love regia di Huo Jianqi (2011)
- Three Weddings regia di Jingle Ma (2016)

### Televisione
- White Collar Condominium (2002)
- Triple Door (2002)
- The Story of a Noble Family (2003)
- Flying Daggers (2003)
- Endless Love (2004)
- Early Spring (2004)
- Endless Love 2 (2005)
- Hong Yi Fang (2006)
- Butterfly Lovers (2007)
- Torn Between Two Lovers (2008)
- Legend of the Fist: Chen Zhen (2008)
- You Are My Brother (2010)
- Tracking Nights Phantom (2010)
- Please Forgive Me (2011)
- Allure Snow (2014)
- Ten Years of Love (2014)
- Tiger Mom (2015)
- Love in Nanjing (2017)
- White Deer Plain (2017)
- Secret of the Three Kingdoms (2018)
- Ruyi's Royal Love in the Palace (2018)
- The Family (2018)
- Novoland: Eagle Flag (2019)